# Massive Killing Capacity
Massive Killing Capacity è un album discografico del gruppo musicale svedese Dismember, pubblicato nel 1995 dalla Nuclear Blast.

## Tracce
Testi di Matti Kärki, Richard Cabeza e Fred Estby, musiche di Matti Kärki, Richard Cabeza, Fred Estby e Robert Sennebäck.
1. I Saw Them Die – 2:48
2. Massive Killing Capacity – 2:54
3. On Frozen Fields – 2:36
4. Crime Divine – 3:00
5. To the Bone – 3:14
6. Wardead – 2:28
7. Hallucigenia – 4:06
8. Collection by Blood – 3:42
9. Casket Garden – 3:37
10. Nenia – 4:39
11. Life - Another Shape of Sorrow – 4:52

Durata totale: 37:56

## Formazione

### Gruppo
- Matti Kärki - voce
- David Blomqvist - chitarra
- Robert Sennebäck - chitarra
- Richard Cabeza - basso
- Fred Estby - batteria

### Altri musicisti
- Lisa Junegren - organo in Life - Another Shape of Sorrow